# Botik von Peter dem Großen

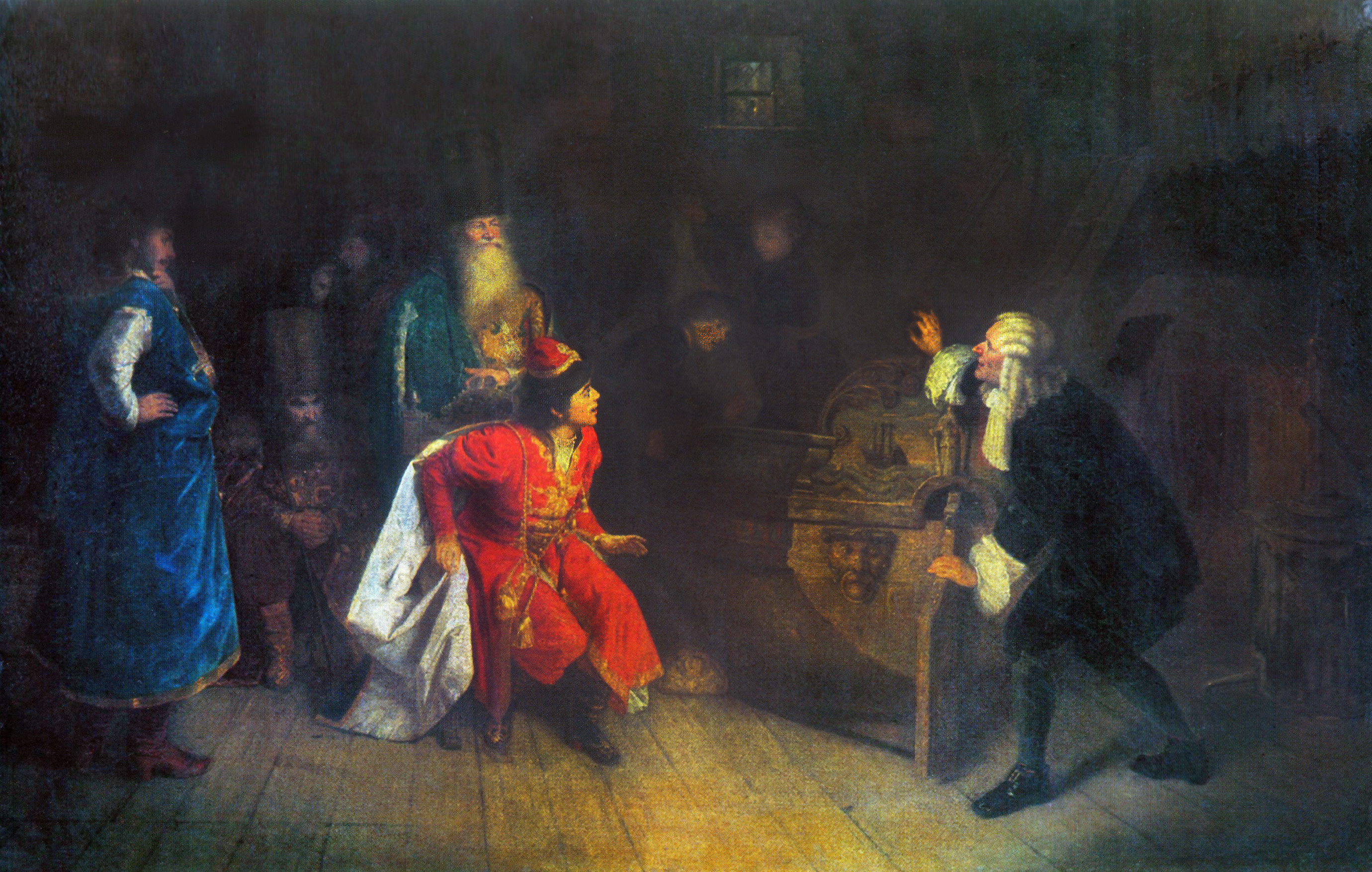
Wiederentdeckung des Botiks durch Peter den Großen und Franz Timmerman. Gemälde von Grigori Grigorjewitsch Mjassojedow († 1911)

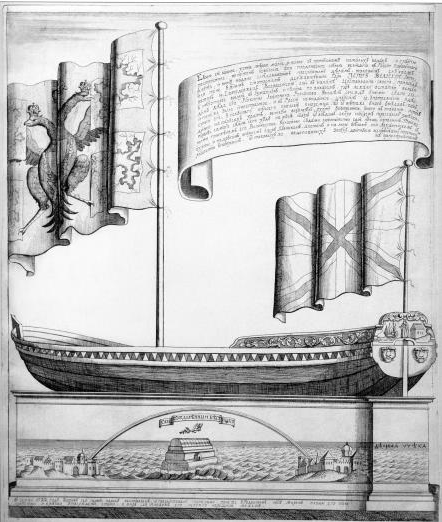
Eine Zeichnung des Botiks

Das Botik von Peter dem Großen (Botik russisch für kleines Boot; auch St. Nikolai) ist ein Boot, das möglicherweise in den 1640er Jahren entweder in England oder nach englischen Bauplänen von Dänen in Russland gebaut wurde. Das Boot gehörte ursprünglich dem Großonkel Peters des Großen, Nikita Iwanowitsch Romanow, oder war nach anderen Quellen um 1580 ein Geschenk von Elisabeth I. von England an Iwan den Schrecklichen.
Das Boot wurde 1688 von Peter dem Großen auf dem königlichen Landgut Ismailowo wiederentdeckt. Es wurde von Carsten Brandt renoviert, und Peter lernte darauf zu segeln. Von 1701 an wurde es im Moskauer Kreml ausgestellt und im Mai 1723 nach Sankt Petersburg gebracht, wo es als „Vater der Russischen Flotte“ gefeiert und in einem Pavillon, ab 1765 in einem eigenen Bootshaus (russisch Ботный дом) auf der Peter-und-Paul-Festung aufgestellt wurde. Von 1928 bis 1940 befand sich das Boot in Schloss Peterhof. Seit September 1940 ist es im Zentralen Museum der Seekriegsflotte untergebracht, wo es heute noch zu sehen ist.

## Konstruktion
Das einmastige Boot ist 7 m lang und 2 m breit. Es hat einen geringen Tiefgang und vier Miniaturkanonen. Es wurde über eine mit dem Ruder verbundene Pinne gesteuert. Anders als bei anderen russischen Booten dieser Zeit konnte man damit gegen den Wind kreuzen.